# Petershausen
Petershausen – miejscowość i gmina w Niemczech, w kraju związkowym Bawaria, w rejencji Górna Bawaria, w regionie Monachium, w powiecie Dachau. Leży około 15 km na północ od Dachau, nad rzeką Glonn, przy linii kolejowej Monachium – Norymberga.

## Demografia
Dane o ludności z 31 grudnia 2008:
| Opis                                | Ogółem | Ogółem | Kobiety | Kobiety | Mężczyźni | Mężczyźni |
| ----------------------------------- | ------ | ------ | ------- | ------- | --------- | --------- |
| Jednostka                           | osób   | %      | osób    | %       | osób      | %         |
| Populacja                           | 6030   | 100    | 3102    | 51,44   | 2928      | 48,56     |
| Wiek przedprodukcyjny (0–17 lat)    | 1251   | 20,75  | 621     | 10,3    | 630       | 10,45     |
| Wiek produkcyjny (18–65 lat)        | 3913   | 64,89  | 2002    | 33,2    | 1911      | 31,69     |
| Wiek poprodukcyjny (powyżej 65 lat) | 866    | 14,36  | 479     | 7,94    | 387       | 6,42      |

## Polityka
Wójtem gminy jest Günter Fuchs z CSU, poprzednio urząd ten obejmował Elisabeth Kraus, rada gminy składa się z 20 osób.
|      | CSU | SPD | FW | ödp | Razem |
| 2008 | 8   | 4   | 7  | 1   | 20    |
| 2002 | 8   | 5   | 6  | 1   | 20    |